# Nati nel 1944/Luglio
| Questa pagina contiene informazioni ricavate automaticamente dalle voci biografiche con l'ausilio del template Bio e di un bot. L'aggiornamento è periodico e automatico e ricostruisce completamente la pagina. Se manca una persona in questa lista, sei pregato di non aggiungerla, ma accertati piuttosto che la sua voce biografica contenga il template Bio e che i dati anagrafici siano correttamente compilati. Se il template Bio manca, inseriscilo tu stesso o, in alternativa, metti l'avviso {{tmp\|Bio}} che ne segnala la mancanza. Se i dati riportati sono sbagliati, correggi direttamente la voce biografica; le modifiche saranno visibili in questa lista entro pochi giorni. Per chiarimenti vedi il progetto biografie. La lista contiene solo le 260 persone che sono citate nell'enciclopedia e per le quali è stato implementato correttamente il template Bio. Pagina aggiornata al 18 ago 2025. |

- 1º luglio - Knut Berg, ex calciatore norvegese
- 1º luglio - Corrado Corradini, allenatore di calcio e ex calciatore italiano
- 1º luglio - Gunnar Larsson, ex fondista svedese
- 1º luglio - David Norris, politico irlandese
- 1º luglio - Lew Rockwell, economista statunitense
- 1º luglio - Salgueiro Maia, militare portoghese († 1992)
- 2 luglio - Robyn Ebbern, ex tennista australiana
- 2 luglio - Ivar Ekeland, matematico e divulgatore scientifico francese
- 2 luglio - Joy Emerson, ex tennista australiana
- 2 luglio - Joseph Yacoub, storico, politologo e docente siriano
- 2 luglio - Christian du Plessis, baritono sudafricano
- 3 luglio - Silvio Caiozzi, regista, sceneggiatore e fotografo cileno
- 3 luglio - Rino Ceccardi, calciatore italiano († 2024)
- 3 luglio - Emilio Echevarría, attore messicano († 2025)
- 3 luglio - Jurij Istomin, calciatore sovietico († 1999)
- 3 luglio - Magdolna Markovits, ex cestista ungherese
- 3 luglio - Michel Polnareff, cantautore e produttore discografico francese
- 3 luglio - Eugène Lambert Adrian Rixen, vescovo cattolico belga
- 4 luglio - Harvey Brooks, bassista statunitense
- 4 luglio - Eduardo Roberto Stinghen, ex calciatore brasiliano
- 4 luglio - Giovanni Fumagalli, ex calciatore italiano
- 4 luglio - Jaimy Gordon, scrittrice statunitense
- 4 luglio - Uroš Lajovic, direttore d'orchestra e direttore artistico sloveno
- 4 luglio - Mitsuki Nakamura, direttore artistico giapponese († 2011)
- 4 luglio - Heidi Pechstein, ex nuotatrice tedesca orientale
- 4 luglio - Eizō Yuguchi, calciatore giapponese († 2003)
- 5 luglio - Sam Davis, giocatore di football americano statunitense († 2019)
- 5 luglio - Geneviève Grad, attrice francese († 2024)
- 5 luglio - Enrique Irazoqui, attore, scacchista e antifascista spagnolo († 2020)
- 6 luglio - John Ashford, regista britannico († 2023)
- 6 luglio - Borut Bassin, cestista jugoslavo († 2022)
- 6 luglio - Byron Berline, violinista e mandolinista statunitense († 2021)
- 6 luglio - Gunhild Hoffmeister, politica e ex mezzofondista tedesca orientale
- 6 luglio - José Antonio Morante Gutiérrez, allenatore di calcio e ex calciatore spagnolo
- 6 luglio - Ahna Capri, attrice statunitense († 2010)
- 6 luglio - Don Ritchie, ultramaratoneta britannico († 2018)
- 6 luglio - Mario Sabattini, sinologo e saggista italiano († 2017)
- 6 luglio - Bernhard Schlink, scrittore tedesco
- 6 luglio - Claude-Michel Schönberg, compositore, produttore teatrale e cantante francese
- 7 luglio - Araken Demelo, calciatore brasiliano († 2001)
- 7 luglio - Jim Barnett, ex cestista statunitense
- 7 luglio - Jürgen Grabowski, calciatore e allenatore di calcio tedesco († 2022)
- 7 luglio - Tony Jacklin, golfista inglese
- 7 luglio - Tom Kerwin, ex cestista statunitense
- 7 luglio - Glenys Kinnock, baronessa Kinnock di Holyhead, politica britannica († 2023)
- 7 luglio - Francesco Moiso, filosofo italiano († 2001)
- 7 luglio - Nicola del Montenegro, principe montenegrino
- 7 luglio - Mirtha Pérez, cantante e attrice venezuelana
- 7 luglio - Feleti Sevele, politico tongano
- 7 luglio - Emanuel Steward, allenatore di pugilato statunitense († 2012)
- 7 luglio - Ian Wilmut, biologo britannico († 2023)
- 8 luglio - Bob Berezowitz, allenatore di football americano statunitense
- 8 luglio - Jaimoe Johanson, batterista e percussionista statunitense
- 8 luglio - Roy Low, ex calciatore inglese
- 8 luglio - Enzo Musco, giurista italiano († 2021)
- 8 luglio - William H. Pitsenbarger, militare statunitense († 1966)
- 8 luglio - Margaret W. Rossiter, storica della scienza statunitense († 2025)
- 8 luglio - Hironobu Takesaki, giurista giapponese
- 8 luglio - Jeffrey Tambor, attore statunitense
- 8 luglio - Guido Tosi, regista e autore televisivo italiano
- 8 luglio - Charles Williams, ex calciatore maltese
- 9 luglio - Renzo Corni, dirigente sportivo, allenatore di calcio e ex calciatore italiano
- 9 luglio - John Cunniff, allenatore di hockey su ghiaccio statunitense († 2002)
- 9 luglio - Flávio Minuano, ex calciatore brasiliano
- 9 luglio - Jiří Holík, ex hockeista su ghiaccio ceco
- 9 luglio - Viktor Borisovič Krivulin, poeta, scrittore e saggista russo († 2001)
- 9 luglio - Pietro Masala, sollevatore italiano († 1998)
- 9 luglio - Zdzisława Pabjańczyk, cestista polacca († 2011)
- 9 luglio - Jan Verheyen, ex calciatore belga
- 10 luglio - Adriano, compositore e direttore d'orchestra svizzero
- 10 luglio - Grandpa Elliott, musicista statunitense († 2022)
- 10 luglio - Mick Grant, pilota motociclistico britannico
- 10 luglio - Carmine Longo, dirigente sportivo italiano († 2015)
- 10 luglio - Giovan Battista Pienti, ex calciatore italiano
- 11 luglio - Paolo Flores d'Arcais, scrittore e pubblicista italiano
- 11 luglio - Lou Hudson, cestista statunitense († 2014)
- 11 luglio - Yves Michaud, filosofo francese
- 11 luglio - Edwin Noël, attore tedesco († 2004)
- 11 luglio - Wanda Sá, cantante brasiliana
- 12 luglio - George Borba, ex calciatore italiano
- 12 luglio - Mercedes Bresso, economista e politica italiana
- 12 luglio - Terry Cooper, calciatore e allenatore di calcio inglese († 2021)
- 12 luglio - Delia Ephron, sceneggiatrice e produttrice cinematografica statunitense
- 12 luglio - Christl Filippovits, ex nuotatrice austriaca
- 12 luglio - Bill McCollum, politico, avvocato e militare statunitense
- 12 luglio - Umberto Parini, chirurgo italiano († 2007)
- 12 luglio - Ulf Stark, scrittore e sceneggiatore svedese († 2017)
- 12 luglio - Danny Trainor, calciatore nordirlandese († 1974)
- 13 luglio - Ubaldesco Baldi, tiratore a volo italiano († 1991)
- 13 luglio - Hansjörg Knauthe, ex biatleta tedesco
- 13 luglio - Cyril Knowles, calciatore e allenatore di calcio inglese († 1991)
- 13 luglio - Richard Moser jr., cantante svizzero
- 13 luglio - Ernő Rubik, designer, inventore e architetto ungherese
- 13 luglio - Mario Zucchelli, ingegnere italiano († 2003)
- 14 luglio - Giuseppe Bommarito, carabiniere italiano († 1983)
- 14 luglio - Sheldon Brown, ciclista e informatico statunitense († 2008)
- 14 luglio - Aldo Cacioppo, cestista e allenatore di pallacanestro italiano
- 14 luglio - Daniel Califano, ex calciatore argentino
- 14 luglio - Piero Cotto, cantante e chitarrista italiano
- 14 luglio - Renato Ellero, politico italiano
- 14 luglio - Mike Hewitt, ex calciatore scozzese
- 14 luglio - Lynn Loring, attrice, produttrice televisiva e produttrice cinematografica statunitense († 2023)
- 14 luglio - Aad Mansveld, calciatore olandese († 1991)
- 14 luglio - Giovanni Mongini, scrittore, produttore cinematografico e saggista italiano († 2025)
- 14 luglio - Georgi Popov, calciatore bulgaro († 2024)
- 14 luglio - Juan Carlos Touriño, calciatore argentino († 2017)
- 15 luglio - Tullio Abbate, imprenditore e pilota motonautico italiano († 2020)
- 15 luglio - Han Myeong-seok, ex schermidore sudcoreano
- 15 luglio - Millie Jackson, cantante statunitense
- 15 luglio - Héctor Morales, calciatore e allenatore di calcio ecuadoriano († 1993)
- 15 luglio - Trygve Retvik, artista norvegese
- 15 luglio - Rudi Sailer, ex sciatore alpino austriaco
- 15 luglio - Moriano Tampucci, calciatore italiano († 2013)
- 16 luglio - Franco De Rosa, attore italiano
- 16 luglio - Jean-Pierre Ducasse, ciclista su strada e ciclocrossista francese († 1969)
- 16 luglio - Jörg Fauser, scrittore, giornalista e traduttore tedesco († 1987)
- 16 luglio - Anatolij Kotešev, ex schermidore sovietico
- 16 luglio - Alfredo Quaresma, calciatore portoghese († 2007)
- 16 luglio - Leopoldo Vallejos, ex calciatore cileno
- 17 luglio - René Bouloc, attore francese († 2013)
- 17 luglio - Jean-Claude Brisseau, regista, produttore cinematografico e sceneggiatore francese († 2019)
- 17 luglio - Mario Calosi, ex calciatore italiano
- 17 luglio - Aleksandr Dreval', ex pallanuotista sovietico
- 17 luglio - José Hernández, ex pugile spagnolo
- 17 luglio - Tom Kalinske, imprenditore statunitense
- 17 luglio - Catherine Schell, attrice ungherese
- 17 luglio - Carlos Alberto Torres, calciatore e allenatore di calcio brasiliano († 2016)
- 17 luglio - Ronnie Von, cantante, showman e attore brasiliano
- 17 luglio - Wang Xi'An, artista marziale cinese († 2024)
- 18 luglio - Jonelle Allen, attrice, cantante e ballerina statunitense
- 18 luglio - Donnie Freeman, ex cestista statunitense
- 18 luglio - David Hemery, ex ostacolista britannico
- 18 luglio - Sverre Anker Ousdal, attore norvegese
- 18 luglio - Giuseppe Zuech, politico italiano
- 18 luglio - Sante Zuffada, politico italiano
- 18 luglio - Pedro de Felipe, calciatore spagnolo († 2016)
- 18 luglio - Vicente de la Mata, calciatore argentino († 2024)
- 19 luglio - Marisa Bedoni, politica e banchiera italiana
- 19 luglio - Andrea Belvedere, giurista italiano († 2024)
- 19 luglio - Rosemarie Dexter, attrice britannica († 2010)
- 19 luglio - Alberto Febbrajo, sociologo e giurista italiano
- 19 luglio - Edward Grzywna, ex cestista polacco
- 19 luglio - Didier Levallet, bassista, direttore d'orchestra e compositore francese
- 19 luglio - Carlo Marcelletti, cardiochirurgo italiano († 2009)
- 19 luglio - Tim McIntire, attore statunitense († 1986)
- 19 luglio - Sevastianos Rossolatos, arcivescovo cattolico greco
- 19 luglio - Göran Stangertz, attore e regista televisivo svedese († 2012)
- 19 luglio - Branko Topalović, ex calciatore jugoslavo
- 20 luglio - Mel Daniels, cestista e allenatore di pallacanestro statunitense († 2015)
- 20 luglio - Marta Kadlecová, ex nuotatrice cecoslovacca
- 20 luglio - Giovanni Puoti, giurista italiano
- 20 luglio - Andrei Sangheli, politico moldavo
- 20 luglio - Steve Sullivan, cestista statunitense († 2014)
- 20 luglio - Kenneth J. Summers, ammiraglio canadese
- 21 luglio - John Atta Mills, politico ghanese († 2012)
- 21 luglio - Claes Borgström, politico, avvocato e attivista svedese († 2020)
- 21 luglio - André Dupleix, presbitero francese
- 21 luglio - Buchi Emecheta, scrittrice nigeriana († 2017)
- 21 luglio - Colin Grant, ex calciatore e allenatore di calcio scozzese
- 21 luglio - Maria Kimberly, ex modella e attrice statunitense
- 21 luglio - Friedrich Leibacher, criminale svizzero († 2001)
- 21 luglio - Viktor Logunov, pistard sovietico († 2022)
- 21 luglio - Michel Ray, imprenditore, attore e sportivo inglese
- 21 luglio - Paul Wellstone, politico statunitense († 2002)
- 22 luglio - Joyce Barclay, ex tennista britannica
- 22 luglio - Gianni Colombo, ex calciatore italiano
- 22 luglio - Rick Davies, musicista britannico
- 22 luglio - Mike Dennis, ex giocatore di football americano statunitense
- 22 luglio - Stefania Fuscagni, politica italiana
- 22 luglio - Peter Jason, attore statunitense († 2025)
- 22 luglio - Giancarlo Santelli, attore, artista e artigiano italiano († 2020)
- 22 luglio - Ibrahim Sunday, allenatore di calcio e ex calciatore ghanese
- 22 luglio - Georg Michael Welzel, criminale tedesco orientale († 1974)
- 22 luglio - Micha van Hoecke, coreografo, regista teatrale e ballerino belga († 2021)
- 23 luglio - Maria João Pires, pianista portoghese
- 23 luglio - Pepe Serna, attore statunitense
- 23 luglio - Claudio Turchetto, ex calciatore italiano
- 24 luglio - Peppe Barra, cantante e attore teatrale italiano
- 24 luglio - Gusmano Cesaretti, fotografo e artista italiano
- 24 luglio - Everaldo Costa Azevedo, ex pugile brasiliano
- 24 luglio - Giovanbattista Davoli, politico italiano († 2017)
- 24 luglio - Alfiero Grandi, politico e sindacalista italiano
- 24 luglio - Carlos Geraldo Langoni, economista e banchiere brasiliano († 2021)
- 24 luglio - Daniel Morelon, ex pistard francese
- 25 luglio - Sally Beauman, scrittrice, critica letteraria e giornalista britannica († 2016)
- 25 luglio - Didier Couécou, allenatore di calcio e ex calciatore francese
- 25 luglio - Tom Dawes, cantante statunitense († 2007)
- 25 luglio - Peter Duncan, ex sciatore alpino canadese
- 25 luglio - Verna Harrah, produttrice cinematografica statunitense († 2012)
- 25 luglio - Ney Latorraca, attore brasiliano († 2024)
- 25 luglio - Marília Medalha, cantautrice e attrice teatrale brasiliana
- 25 luglio - Mariano Ortiz, cestista portoricano († 2022)
- 25 luglio - Gaetano Troja, calciatore e allenatore di calcio a 5 italiano († 2023)
- 25 luglio - Marc de' Pasquali, poetessa e scrittrice italiana
- 26 luglio - Alberto Carelli, ex calciatore italiano
- 26 luglio - Anna Chmelková, ex velocista cecoslovacca
- 26 luglio - Betty Davis, cantante statunitense († 2022)
- 26 luglio - Micki King, ex tuffatrice statunitense
- 26 luglio - Louise Lake-Tack, politica antiguo-barbudana
- 26 luglio - Santo Loquasto, scenografo, costumista e designer statunitense
- 26 luglio - Franco Mescolini, attore italiano († 2017)
- 26 luglio - Kiel Martin, attore statunitense († 1990)
- 26 luglio - Ann-Christine Nyström, cantante finlandese († 2022)
- 26 luglio - Alessandro Romano, scultore e pittore italiano
- 26 luglio - Salvatore Samperi, regista e sceneggiatore italiano († 2009)
- 26 luglio - Rimantas Stankevičius, aviatore e astronauta lituano († 1990)
- 26 luglio - Celeste Yarnall, attrice statunitense († 2018)
- 27 luglio - Jon Edward Ahlquist, ornitologo e biologo statunitense († 2020)
- 27 luglio - Marco Boato, politico italiano
- 27 luglio - Marlene Charell, cantante, showgirl e conduttrice televisiva tedesca
- 27 luglio - Vito D'Amato, allenatore di calcio e ex calciatore italiano
- 27 luglio - Quentin Dean, attrice statunitense († 2003)
- 27 luglio - Mario Gatto, politico italiano
- 27 luglio - Armelle Guinebertière, politica francese
- 27 luglio - Jean-Marie Leblanc, ex ciclista su strada, giornalista e dirigente sportivo francese
- 27 luglio - Sergio Petrelli, allenatore di calcio e ex calciatore italiano
- 27 luglio - Franco Tacelli, calciatore italiano († 2019)
- 27 luglio - Barbara Thompson, sassofonista, flautista e compositrice britannica († 2022)
- 27 luglio - Isabelle de Funès, attrice, cantante e modella francese
- 28 luglio - Mel Blyth, calciatore inglese († 2024)
- 28 luglio - Ollie Darden, ex cestista statunitense
- 28 luglio - Franz Hasil, allenatore di calcio e ex calciatore austriaco
- 28 luglio - Fidel Herráez Vegas, arcivescovo cattolico spagnolo
- 28 luglio - Giuseppe Laganà, animatore, regista e fumettista italiano († 2016)
- 28 luglio - Frances Lee McCain, attrice statunitense
- 28 luglio - Alberto Lembo, giornalista e politico italiano († 2022)
- 28 luglio - Hassan Moustafa, ex pallamanista e dirigente sportivo egiziano
- 28 luglio - Tsunehiko Watase, attore giapponese († 2017)
- 29 luglio - Jukka Ammondt, insegnante e cantante finlandese
- 29 luglio - Pierangelo Belli, ex calciatore italiano
- 29 luglio - Jim Bridwell, alpinista e arrampicatore statunitense († 2018)
- 29 luglio - Antonio Cadei, storico dell'arte italiano († 2009)
- 29 luglio - Umberto Depetrini, ex calciatore italiano
- 29 luglio - Eusebio Ignacio Hernández Sola, vescovo cattolico spagnolo
- 29 luglio - Marcus Malone, percussionista statunitense († 2021)
- 29 luglio - Reinhold Sulzbacher, ex slittinista austriaco
- 30 luglio - Gerry Birrell, pilota automobilistico britannico († 1973)
- 30 luglio - Fulvio Bodo, politico italiano († 2020)
- 30 luglio - Livio Boncompagni, politico italiano
- 30 luglio - Paolo Braca, ex calciatore italiano
- 30 luglio - Jimmy Cliff, cantante giamaicano
- 30 luglio - Chris Darrow, cantautore e polistrumentista statunitense († 2020)
- 30 luglio - Anne Fausto-Sterling, sessuologa e biologa statunitense
- 30 luglio - Adriano Galliani, dirigente sportivo, imprenditore e politico italiano
- 30 luglio - Roberto Hodge, calciatore cileno († 1985)
- 30 luglio - Betty Mars, cantante e attrice francese († 1989)
- 30 luglio - Marco Petreschi, architetto italiano
- 30 luglio - Renata Piernitzka, ex cestista polacca
- 30 luglio - Yoon Jeong-hee, attrice sudcoreana († 2023)
- 30 luglio - Frances de la Tour, attrice britannica
- 31 luglio - Henry Akin, cestista statunitense († 2020)
- 31 luglio - Tonino Carino, giornalista e personaggio televisivo italiano († 2010)
- 31 luglio - Geraldine Chaplin, attrice statunitense
- 31 luglio - Peter Eustace, allenatore di calcio e ex calciatore inglese
- 31 luglio - Sherry Lansing, produttrice cinematografica e attrice statunitense
- 31 luglio - Robert Merton, economista statunitense
- 31 luglio - Roberto Miranda, ex calciatore brasiliano
- 31 luglio - Paolo Pileri, pilota motociclistico e dirigente sportivo italiano († 2007)
- 31 luglio - Giuseppe Simoni, genetista italiano
- 31 luglio - Elio Vanara, calciatore italiano († 2003)